# Gemeinde Rače-Fram
Rače-Fram (deutsch: Kranichsfeld-Frauheim) ist eine Gemeinde in der historischen Landschaft Štajerska (Untersteiermark), Region Podravska in Slowenien. Verwaltungssitz ist die Ortschaft Rače.

## Lage
Die Gemeinde liegt etwa 10 km südlich von Maribor. Der Ostteil der Gemeinde befindet sich in der Ebene des Draufeldes, der Westen in den Wäldern des Bachergebirges.

## Ortschaften
Die Gemeinde umfasst 14 Ortschaften. Die deutschen Exonyme in den Klammern stammen aus der Mitte des 19. Jahrhunderts und werden heutzutage nicht mehr verwendet. 
- Brezula
- Fram (Frauheim)
- Ješenca (Jeschenzen)
- Kopivnik (Kopunik)
- Loka pri Framu (Loka)
- Morje (Mauerbach)
- Planica (Planitzen)
- Podova
- Požeg (Poscheg)
- Rače (Kranichsfeld)
- Ranče (Rantsche)
- Spodnja Gorica (Untergoritzen)
- Šestdobe (Scheesboden)
- Zgornja Gorica (Obergoritzen)

## Sehenswürdigkeiten
- Bachergebirge
- Draufeld
- Rače-Požeg-Landschaftsschutzpark[4]
- Schloss Rače[5][6]

## Nachbargemeinden
|                    | Hoče-Slivnica                               |           |
|                    | Kompassrose, die auf Nachbargemeinden zeigt | Starše    |
| Slovenska Bistrica |                                             | Kidričevo |

## Geschichte

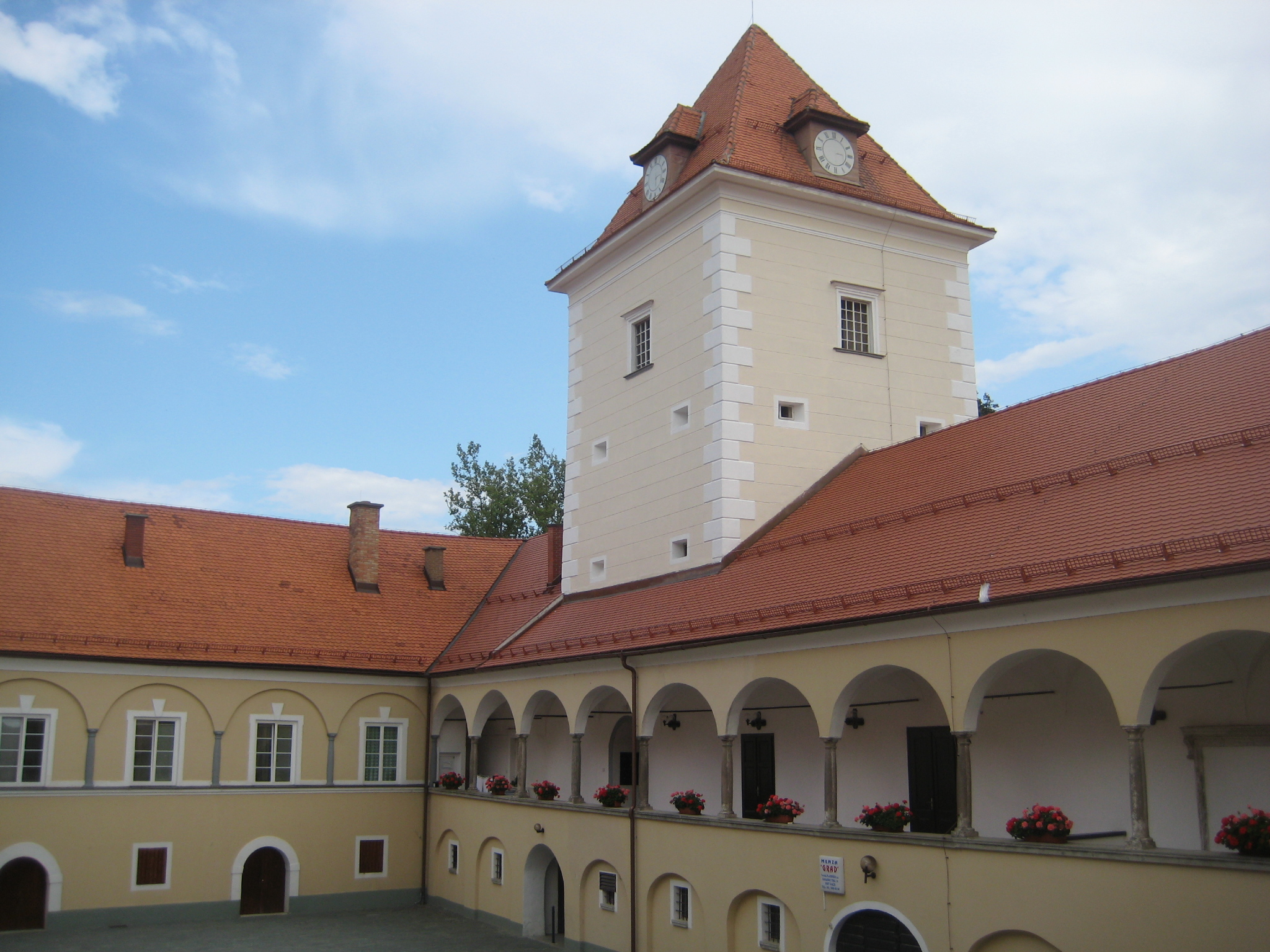
Schloss von Rače

In Römischer Zeit war von Fram bis nach Ptuj, dem damaligen Petovio, eine Wasserleitung in Betrieb. Der Kanal war aus Stein und 1,4 m breit, 0,7 m hoch und unter der Oberfläche eingegraben und nicht sichtbar. Auch wurden in Rače wichtige römische Münzen und Statuen gefunden.
Von dem erstmals 1335 als Vraunhaym erwähnte Schloss in Fram ist heute außer Trümmern im Wald nichts mehr zu erkennen. 1635 wurde es von aufständischen Bauern ausgeraubt. Im 18. Jahrhundert brannte es nieder, bis es dann Anfang des 19. Jahrhunderts endgültig in sich zusammenbrach.
Dagegen steht das Schloss in Rače in voller Pracht. In der ersten Hälfte des 16. Jahrhunderts wurde es gebaut. Die erste Besitzerurkunde ist auf den 26. April 1534 ausgestellt. Heute wird das Schloss von der Gemeindeverwaltung benutzt. Auch finden im Innenhof Konzerte und Theater statt.
In Fram wurde ein Massengrab aus dem Zweiten Weltkrieg gefunden.